# 日高郡 (和歌山県)
- 令制国一覧 > 南海道 > 紀伊国 > 日高郡
- 日本 > 近畿地方 > 和歌山県 > 日高郡

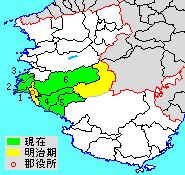
和歌山県日高郡の範囲（1.美浜町 2.日高町 3.由良町 4.印南町 5.みなべ町 6.日高川町）

日高郡（ひだかぐん）は、和歌山県（紀伊国）の郡。
人口45,277人、面積655.4km²、人口密度69.1人/km²。（2025年2月1日、推計人口）
以下の6町を含む。
- 美浜町（みはまちょう）
- 日高町（ひだかちょう）
- 由良町（ゆらちょう）
- 印南町（いなみちょう）
- みなべ町（みなべちょう）
- 日高川町（ひだかがわちょう）

なお、「都市計画区域の整備、開発保全の方針」に基づく圏域の区分である「日高圏域」には、御坊市を含む一方、みなべ町は「西牟婁圏域」とされている。

## 郡域
1879年（明治12年）に行政区画として発足した当時の郡域は、上記6町に御坊市および田辺市の一部（龍神村各町）を加えた区域にあたる。なお、現在の由良町は1879年まで海部郡に所属した。

## 歴史
古代は飯高郡（いひだか）と呼ばれていた。

### 近世以降の沿革
- 「旧高旧領取調帳」に記載されている明治初年時点での支配は以下の通り。（134村14浦）

| 知行 | 知行                 | 村数      | 村名 |
| ---- | -------------------- | --------- | --- |
| 藩領 | 紀伊和歌山藩         | 98村 14浦 | 原谷村、池田村、萩原村、高家村、小中村、小池村、志賀村、上富安村、下富安村、小松原村、丸山村、島村、田井村、薗浦、濱ノ瀬村、御坊村、吉田村（現・御坊市）、土生村、岩内村、熊野村、野口村、江川村、和佐村、山野村、松瀬村、三百瀬村、藤野川村、伊藤川村、若野村、入野村、玄子村、早藤村、中津川村、蛇尾村、平川村、船津村、西原村、高津尾村、高津尾川村、佐井村、大又村、老星村、阪野川村、三佐村、田尻村、小釜本村、下田原村、上田原村、三十木村、姉子村、三十井川村、原日浦村、上越方村、川原河村、弥谷村、皆瀬村、浅間村、寒川村、熊野川村、滝頭村、初湯川村、串本村、小家村、甲斐野川村、福井村、柳瀬村、安井村、東村、西村、宮代村、広井原村、丹生野川村、三ツ又村、湯ノ又村、小又川村、龍神村、南谷村、明神川村、立石村、山口村、川又村、印南原村、上洞村、高串村、田垣内村、神野川村（現・印南町）、小原村、皆瀬川村、松原村、崎ノ原村、丹生村、樮川村、方杭村、小浦、津久野浦、唐子浦、比井浦、小阪村、産湯浦、阿尾浦、三尾浦、和田浦、吉原浦、名屋浦、北塩屋浦、南塩屋浦、野島村、上野村、楠井村、津井村、印南浦、島田村 |
| 藩領 | 紀伊田辺藩           | 33村      | 堺村、埴田村、芝村、気佐藤村、徳蔵村、南道村、熊岡村、晩稲村、山内村、北道村、吉田村（現・みなべ町）、筋村、谷口村、東本庄村、西本庄村、東岩代村、西岩代村、熊瀬川村、高野村、土井村、市井川村、滝村、広野村、島ノ瀬村、神野川村（現・みなべ町）、清川村、西ノ地村、古屋村、宮ノ前村、羽六村、古井村、下津川村、見影村 |
| 藩領 | 和歌山藩・紀伊新宮藩 | 2村       | 荊木村、財部村 |
| 藩領 | 和歌山藩・田辺藩     | 1村       | 脇ノ谷村 |

- 明治4年
  - 7月14日（1871年8月29日） - 廃藩置県により、藩領が和歌山県、新宮県、田辺県の管轄となる。
  - 11月22日（1872年1月2日） - 第1次府県統合により、全域が和歌山県の管轄となる。
- 明治初年 - 唐子浦が比井浦に合併。（134村13浦）
- 明治9年（1876年） - 上富安村・下富安村が合併して富安村となる。（133村13浦）
- 明治10年（1877年） - このころまでに東村より枝郷が分立して殿原村となる。（134村13浦）
- 明治12年（1879年）（143村20浦）
  - 1月20日 - 郡区町村編制法の和歌山県での施行により、行政区画としての日高郡が発足。郡役所が薗浦に設置。
  - 海部郡三尾川浦・衣奈浦・小引浦・大引浦・神谷浦・吹井浦・江ノ駒浦・里村・門前村・中村・畑村・阿戸村の所属郡が本郡に変更。
  - 土生村より枝郷が分立して小熊村・千津川村・鐘巻村・藤井村となる。
  - 2ヶ所存在した神野川村が西神ノ川村（現・印南町）、東神野川村（現・みなべ町）にそれぞれ改称。
  - 吉田村（現・みなべ町）が改称して東吉田村となる。
- 明治17年（1884年） - 皆瀬村より枝郷が分立して上初湯川村・愛川村となる。（145村20浦）

### 町村制以降の沿革

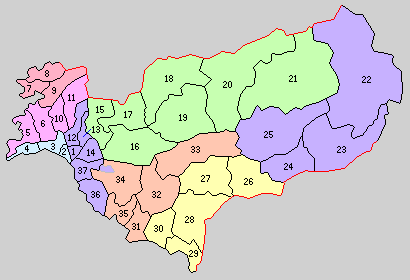
1.御坊村 2.松原村 3.和田村 4.三尾村 5.比井崎村 6.志賀村 7.白崎村 8.衣奈村 9.由良村 10.東内原村 11.西内原村 12.湯川村 13.藤田村 14.野口村 15.矢田村 16.丹生村 17.早蘇村 18.船着村 19.川中村 20.川上村 21.寒川村 22.龍神村 23.上山路村 24.中山路村 25.下山路村 26.清川村 27.高城村 28.上南部村 29.南部村 30.岩代村 31.切目村 32.切目川村 33.真妻村 34.稲原村 35.印南村 36.名田村 37.塩屋村（左紫：御坊市 右紫：田辺市 水色：美浜町 桃：日高町 赤：由良町 橙：印南町 黄：みなべ町 緑：日高川町）

- 明治22年（1889年）4月1日 - 町村制の施行により、以下の町村が発足。郡役所の所在地が御坊村となる。（37村）
  - 御坊村 ← 御坊村、薗浦、名屋浦、島村（現・御坊市）
  - 松原村 ← 濱ノ瀬村、田井村、吉原浦（現・美浜町）
  - 和田村（和田浦が単独村制。現・美浜町）
  - 三尾村（三尾浦が単独村制。現・美浜町）
  - 比井崎村 ← 比井浦、産湯浦、小浦、津久野浦、小阪村、阿尾浦、方杭村［飛地を除く］（現・日高町）
  - 志賀村 ← 志賀村、小池村、方杭村［飛地］（現・日高町）
  - 白崎村 ← 大引浦、吹井浦、神谷浦（現・由良町）
  - 衣奈村 ← 小引浦、衣奈浦、三尾川浦（現・由良町）
  - 由良村 ← 畑村、中村、門前村、里村、阿戸村、江ノ駒浦（現・由良町）
  - 東内原村 ← 萩原村、荊木村、原谷村（現・日高町）
  - 西内原村 ← 高家村、池田村、小中村（現・日高町）
  - 湯川村 ← 小松原村、財部村、丸山村、富安村（現・御坊市）
  - 藤田村 ← 藤井村、吉田村（現・御坊市）
  - 野口村 ← 野口村、熊野村、岩内村（現・御坊市）
  - 矢田村 ← 小熊村、土生村、千津川村、中津川村、鐘巻村、若野村、入野村（現・日高川町）
  - 丹生村 ← 江川村、松瀬村、和佐村、山野村（現・日高川町）
  - 早蘇村 ← 平川村、三百瀬村、伊藤川村、早藤村、蛇尾村、玄子村（現・日高川町）
  - 船着村 ← 船津村、藤野川村、西原村、高津尾村、高津尾川村、三十木村、姉子村、原日浦村、三十井川村（現・日高川町）
  - 川中村 ← 下田原村、上田原村、佐井村、阪野川村、大又村、老星村、三佐村、田尻村、小釜本村（現・日高川町）
  - 川上村 ← 川原河村、上越方村、浅間村、熊野川村、滝頭村、初湯川村、上初湯川村、愛川村、皆瀬村、弥谷村（現・日高川町）
  - 寒川村 ← 寒川村、串本村（現・日高川町）
  - 龍神村 ← 龍神村、三ツ又村、広井原村、湯ノ又村、小又川村（現・田辺市）
  - 上山路村 ← 東村、西村、殿原村、丹生野川村、宮代村（現・田辺市）
  - 中山路村 ← 柳瀬村、安井村（現・田辺市）
  - 下山路村 ← 福井村、甲斐野川村、小家村（現・田辺市）
  - 清川村（単独村制。現・みなべ町）
  - 高城村 ← 滝村、熊瀬川村、高野村、市井川村、広野村、島ノ瀬村、東神ノ川村、土井村（現・みなべ町）
  - 上南部村 ← 谷口村、筋村、徳蔵村、熊岡村、晩稲村、東本庄村、西本庄村（現・みなべ町）
  - 南部村 ← 南道村、北道村、芝村、東吉田村、埴田村、堺村、気佐藤村、山内村（現・みなべ町）
  - 岩代村 ← 東岩代村、西岩代村（現・みなべ町）
  - 切目村 ← 島田村、西ノ地村（現・印南町）
  - 切目川村 ← 羽六村、宮ノ前村、古屋村、樮川村、古井村、下津川村、見影村、脇ノ谷村（現・印南町）
  - 真妻村 ← 松原村、丹生村、崎ノ原村、皆瀬川村、小原村、西神ノ川村、田垣内村、高串村、上洞村、川又村（現・印南町）
  - 稲原村 ← 印南原村、南谷村、立石村、山口村（現・印南町）、明神川村（現・御坊市、印南町）
  - 印南村 ← 印南浦、津井村（現・印南町）
  - 名田村 ← 楠井村、上野村、野島村（現・御坊市）
  - 塩屋村 ← 北塩屋浦、南塩屋浦（現・御坊市）
- 明治30年（1897年）
  - 2月1日 - 御坊村が町制施行して御坊町となる。（1町36村）
  - 9月1日 - 郡制を施行。
  - 9月11日 - 南部村が町制施行して南部町となる。（2町35村）
- 明治33年（1900年）1月16日 - 印南村が町制施行して印南町となる。（3町34村）
- 大正12年（1923年）4月1日 - 郡会が廃止。郡役所は存続。
- 大正15年（1926年）7月1日 - 郡役所が廃止。以降は地域区分名称となる。
- 昭和16年（1941年）8月1日 - 東内原村・西内原村が合併して内原村が発足。（3町33村）
- 昭和22年（1947年）10月15日 - 由良村が町制施行して由良町となる。（4町32村）
- 昭和29年（1954年）
  - 4月1日 - 御坊町・湯川村・藤田村・野口村・名田村・塩屋村が合併して御坊市が発足し、郡より離脱。（3町27村）
  - 8月1日 - 岩代村が南部町に編入。（3町26村）
  - 10月1日
    - 内原村・志賀村・比井崎村が合併して日高町が発足。（4町23村）
    - 松原村・和田村・三尾村が合併して美浜町が発足。（5町20村）

  - 12月1日 - 上南部村・高城村・清川村が合併して南部川村が発足。（5町18村）
- 昭和30年（1955年）
  - 1月1日（6町13村）
    - 早蘇村・丹生村・矢田村が合併して川辺町が発足。
    - 由良町・白崎村・衣奈村が合併し、改めて由良町が発足。

  - 3月1日 - 龍神村・上山路村・中山路村・下山路村が合併し、改めて龍神村が発足。（6町10村）
- 昭和31年（1956年）
  - 3月31日 - 寒川村・川上村が合併して美山村が発足。（6町9村）
  - 8月1日 - 川中村・船着村が合併して中津村が発足。（6町8村）
  - 9月30日（6町6村）
    - 印南町・稲原村が合併し、改めて印南町が発足。
    - 切目村および切目川村の一部（羽六・宮之前・古屋）が合併し、改めて切目川村が発足。
    - 真妻村および切目川村の残部（樮川・古井・下津川・見影・脇ノ谷）が合併して安住村が発足。
- 昭和32年（1957年）8月1日 - 印南町・切目川村・安住村が合併し、改めて印南町が発足。（6町4村）
- 昭和34年（1959年）4月1日 - 印南町の一部（明神川の一部）が御坊市に編入。
- 昭和37年（1962年）4月1日 - 中津村の一部（藤野川）が川辺町に編入。
- 昭和53年（1978年）11月1日 - 日高町の一部（荊木の一部）が御坊市に編入。
- 平成16年（2004年）10月1日 - 南部川村・南部町が合併してみなべ町が発足。（6町3村）
- 平成17年（2005年）5月1日（6町）
  - 川辺町・中津村・美山村が合併して日高川町が発足。
  - 龍神村が田辺市・西牟婁郡中辺路町・大塔村・東牟婁郡本宮町と合併し、改めて田辺市が発足、郡より離脱。

### 変遷表
| 明治22年以前           | 明治22年4月1日 | 明治22年 - 昭和19年   | 昭和20年 - 昭和29年         | 昭和30年 - 昭和63年      | 昭和30年 - 昭和63年    | 平成元年 - 現在          | 現在     |
| ---------------------- | -------------- | --------------------- | --------------------------- | ------------------------ | ---------------------- | ------------------------ | -------- |
|                        | 御坊村         | 明治30年2月1日 町制   | 昭和29年4月1日 御坊市       | 御坊市                   | 御坊市                 | 御坊市                   | 御坊市   |
|                        | 湯川村         | 湯川村                | 昭和29年4月1日 御坊市       | 御坊市                   | 御坊市                 | 御坊市                   | 御坊市   |
|                        | 藤田村         | 藤田村                | 昭和29年4月1日 御坊市       | 御坊市                   | 御坊市                 | 御坊市                   | 御坊市   |
|                        | 野口村         | 野口村                | 昭和29年4月1日 御坊市       | 御坊市                   | 御坊市                 | 御坊市                   | 御坊市   |
|                        | 名田村         | 名田村                | 昭和29年4月1日 御坊市       | 御坊市                   | 御坊市                 | 御坊市                   | 御坊市   |
|                        | 塩屋村         | 塩屋村                | 昭和29年4月1日 御坊市       | 御坊市                   | 御坊市                 | 御坊市                   | 御坊市   |
|                        | 松原村         | 松原村                | 昭和29年10月1日 美浜町      | 美浜町                   | 美浜町                 | 美浜町                   | 美浜町   |
|                        | 和田村         | 和田村                | 昭和29年10月1日 美浜町      | 美浜町                   | 美浜町                 | 美浜町                   | 美浜町   |
|                        | 三尾村         | 三尾村                | 昭和29年10月1日 美浜町      | 美浜町                   | 美浜町                 | 美浜町                   | 美浜町   |
|                        | 由良村         | 由良村                | 昭和22年10月15日 町制       | 昭和30年1月1日 由良町    | 昭和30年1月1日 由良町  | 由良町                   | 由良町   |
|                        | 白崎村         | 白崎村                | 白崎村                      | 昭和30年1月1日 由良町    | 昭和30年1月1日 由良町  | 由良町                   | 由良町   |
|                        | 衣奈村         | 衣奈村                | 衣奈村                      | 昭和30年1月1日 由良町    | 昭和30年1月1日 由良町  | 由良町                   | 由良町   |
|                        | 東内原村       | 昭和16年8月1日 内原村 | 昭和29年10月1日 日高町      | 日高町                   | 日高町                 | 日高町                   | 日高町   |
|                        | 西内原村       | 昭和16年8月1日 内原村 | 昭和29年10月1日 日高町      | 日高町                   | 日高町                 | 日高町                   | 日高町   |
|                        | 比井崎村       | 比井崎村              | 昭和29年10月1日 日高町      | 日高町                   | 日高町                 | 日高町                   | 日高町   |
|                        | 志賀村         | 志賀村                | 昭和29年10月1日 日高町      | 日高町                   | 日高町                 | 日高町                   | 日高町   |
|                        | 矢田村         | 矢田村                | 矢田村                      | 昭和30年1月1日 川辺町    | 昭和30年1月1日 川辺町  | 平成17年5月1日 日高川町  | 日高川町 |
|                        | 丹生村         | 丹生村                | 丹生村                      | 昭和30年1月1日 川辺町    | 昭和30年1月1日 川辺町  | 平成17年5月1日 日高川町  | 日高川町 |
|                        | 早蘇村         | 早蘇村                | 早蘇村                      | 昭和30年1月1日 川辺町    | 昭和30年1月1日 川辺町  | 平成17年5月1日 日高川町  | 日高川町 |
|                        | 船着村         | 船着村                | 船着村                      | 昭和31年8月1日 中津村    | 昭和31年8月1日 中津村  | 平成17年5月1日 日高川町  | 日高川町 |
|                        | 川中村         | 川中村                | 川中村                      | 昭和31年8月1日 中津村    | 昭和31年8月1日 中津村  | 平成17年5月1日 日高川町  | 日高川町 |
|                        | 川上村         | 川上村                | 川上村                      | 昭和31年3月31日 美山村   | 昭和31年3月31日 美山村 | 平成17年5月1日 日高川町  | 日高川町 |
|                        | 寒川村         | 寒川村                | 寒川村                      | 昭和31年3月31日 美山村   | 昭和31年3月31日 美山村 | 平成17年5月1日 日高川町  | 日高川町 |
|                        | 印南村         | 明治33年4月16日 町制  | 印南町                      | 昭和31年9月30日 印南町   | 昭和32年8月1日 印南町  | 印南町                   | 印南町   |
|                        | 稲原村         | 稲原村                | 稲原村                      | 昭和31年9月30日 印南町   | 昭和32年8月1日 印南町  | 印南町                   | 印南町   |
|                        | 切目村         | 切目村                | 切目村                      | 昭和31年9月30日 切目川村 | 昭和32年8月1日 印南町  | 印南町                   | 印南町   |
|                        | 切目川村       | 切目川村              | 切目川村                    | 昭和31年9月30日 切目川村 | 昭和32年8月1日 印南町  | 印南町                   | 印南町   |
| 昭和31年9月30日 安住村 | 切目川村       | 切目川村              | 切目川村                    |                          | 昭和32年8月1日 印南町  | 印南町                   | 印南町   |
|                        | 真妻村         | 真妻村                | 真妻村                      |                          | 昭和32年8月1日 印南町  | 印南町                   | 印南町   |
|                        | 南部村         | 明治30年9月11日 町制  | 南部町                      | 南部町                   | 南部町                 | 平成16年10月1日 みなべ町 | みなべ町 |
|                        | 岩代村         | 岩代村                | 昭和29年8月1日 南部町に編入 | 南部町                   | 南部町                 | 平成16年10月1日 みなべ町 | みなべ町 |
|                        | 清川村         | 清川村                | 昭和29年12月1日 南部川村    | 南部川村                 | 南部川村               | 平成16年10月1日 みなべ町 | みなべ町 |
|                        | 高城村         | 高城村                | 昭和29年12月1日 南部川村    | 南部川村                 | 南部川村               | 平成16年10月1日 みなべ町 | みなべ町 |
|                        | 上南部村       | 上南部村              | 昭和29年12月1日 南部川村    | 南部川村                 | 南部川村               | 平成16年10月1日 みなべ町 | みなべ町 |
|                        | 龍神村         | 龍神村                | 龍神村                      | 昭和30年3月31日 龍神村   | 昭和30年3月31日 龍神村 | 平成17年5月1日 田辺市    | 田辺市   |
|                        | 上山路村       | 上山路村              | 上山路村                    | 昭和30年3月31日 龍神村   | 昭和30年3月31日 龍神村 | 平成17年5月1日 田辺市    | 田辺市   |
|                        | 中山路村       | 中山路村              | 中山路村                    | 昭和30年3月31日 龍神村   | 昭和30年3月31日 龍神村 | 平成17年5月1日 田辺市    | 田辺市   |
|                        | 下山路村       | 下山路村              | 下山路村                    | 昭和30年3月31日 龍神村   | 昭和30年3月31日 龍神村 | 平成17年5月1日 田辺市    | 田辺市   |

## 行政
歴代郡長
| 代 | 氏名 | 就任年月日                | 退任年月日                | 備考                   |
| -- | ---- | ------------------------- | ------------------------- | ---------------------- |
| 1  |      | 明治12年（1879年）1月20日 |                           |                        |
|    |      |                           | 大正15年（1926年）6月30日 | 郡役所廃止により、廃官 |